# Mahalalel
Mahalalel var enligt Gamla Testamentet en patriark som levde före syndafloden.  Han blev enligt kristen tro 895 år. Han var son till Kenan och far till Jered.